# Lukáš Hroššo
Lukáš Hroššo (Nitra, 19 aprile 1987) è un calciatore slovacco, portiere del Skalica.

## Palmarès

### Club

#### Competizioni nazionali
- Coppa della Repubblica Ceca: 1

Slovan Liberec: 2014-2015
- Coppa di Polonia: 1

KS Cracovia: 2019-2020
- Supercoppa di Polonia: 1

KS Cracovia: 2020